# 영천 자천교회
영천 자천교회(永川 慈川敎會)는 대한민국 경상북도 영천시 화북면 자천리에 있는 교회이다. 2003년 12월 15일 경상북도의 문화재자료 제452호로 지정되었다.

## 개요
이 건물은 우진각 지붕의 단층 목조 한옥 교회당으로 평면은 장방형으로 정면 2칸이고, 측면 4칸이다. 내부 천장은 지붕틀이 그대로 노출된 연등천장이며, 지붕틀은 절충식의 트러스구조이나 구조수법이 다소 조잡하다. 횡칸에는 각각 2개씩의 지붕틀을 설치하여 2개의 기둥이 평보를 받치고 있는데 부재의 치목이 거칠고 결구수법이 격식에 맞지 않아 보이나 전체적으로 자연스러운 구조미를 느끼게 한다.
이 건물의 내부공간 구성적 특징은 부재의 치목과 결구수법 외에도 내부 열주에 의해 공간이 양분되어 있고, 열주 사이에 남·녀석을 구분하기 위해 칸막이를 설치하였던 흔적(장부구멍)과 강단부에서 중앙 열주를 멈추어 넓게 하고, 양쪽으로 기둥을 세워 예배석을 향한 시선의 방해를 막음과 동시에 강단과 예배석의 공간을 분절시켜 주고 있는 점이다.
개신교 선교 초기의 시대적·건축적 상황과 교회건축의 토착화 과정을 잘 반영하고 있다.

## 참고 문헌
- 영천 자천교회 - 국가유산청 국가유산포털